# Пуговица (мультфильм)
«Пуговица» — рисованный мультипликационный фильм, снятый режиссёром Владимиром Тарасовым на студии «Союзмультфильм» в 1982 году. По мотивам рассказа Герберта Уэллса «Искушение Хэррингэя».

## Сюжет
Мультфильм выполнен в чёрно-белой стилистике графитового карандаша.
Молодой художник в своей мастерской сидит перед чистым холстом и находится в поиске идей для сюжета будущей картины. Его размышления постоянно прерывает назойливое жужжание мухи. Поймав её, художник, однако, не убивает муху, а выпускает её в окно. Но муха возвращается и в какой-то момент садится на зеркало. В попытке поймать её художник смотрит на своё отражение, и ему приходит идея нарисовать свой автопортрет. Но, уже сделав карандашный контур, он обнаруживает, что у него на рубашке плохо пришита одна из пуговиц. Пытаясь её пришить, художник колет палец и, раздосадованный, отрывает пуговицу. После чего, раскрашивая портрет, художник меняет его, изображая себя в качестве богатого плейбоя в дорогом костюме на фоне нового автомобиля и роскошного загородного дома с бассейном и частным самолётом (в контексте стилистики мультфильма портрет в прямом смысле слова становится цветным).
Неожиданно нарисованный двойник оживает: когда на холст садится муха, он хладнокровно и демонстративно убивает её. Думая, что это его воображение, художник, желая похвастаться результатом, показывает портрет своей любимой девушке. Нарисованный красавец, всё больше становясь похожим на антипода художника, начинает настойчиво ухаживать за девушкой, заражая её соблазном забраться к нему в картину. Тогда художник хватает банку белил и закрашивает портрет. Расстроенная тем, что ей не удалось проникнуть в мир нарисованной роскоши, девушка убегает.
В финальной сцене художник наблюдает в выставочном зале, как возле его нарисованного без прикрас обычным карандашом автопортрета толпится множество посетителей. Тут к нему подходит его девушка и пришивает к его рубашке ту саму оторванную пуговицу, которая после этого становится цветной.

## Над фильмом работали
- Автор сценария: Виктор Славкин
- Кинорежиссёр: Владимир Тарасов
- Художник-постановщик: Николай Кошкин
- Кинооператор: Кабул Расулов
- Звукооператор: Владимир Кутузов
- Художники-мультипликаторы:
  - Юрий Кузюрин
  - Алексей Букин
  - Александр Мазаев
- Музыка: Мишеля Леграна
- Аранжировка и исполнение группы под управлением Стаса Намина
- Редактор: Елена Никиткина
- Директор съёмочной группы: Любовь Бутырина

## Награды
- 1983 — 16 Всесоюзный кинофестиваль (Ленинград) — Диплом по разделу мультфильмов.[1]

## Отзывы
В 1970-80-е годы на «Союзмультфильме» многие режиссёры уже разрабатывают собственные тематические и жанровые направления: Владимир Тарасов — фантастику («Зеркало времени», 1976, «Контакт», 1978, «Пуговица», 1982, «Перевал», 1988, и др.). 
— Георгий Бородин